# ノイルスハイム
ノイルスハイム (ドイツ語: Neulußheim) は、ドイツ連邦共和国バーデン＝ヴュルテンベルク州ライン＝ネッカー郡に属す町村（以下、本項では便宜上「町」と記述する）。マンハイムの南約24kmに位置し、南から時計回りにアルトルスハイム、ホッケンハイム、ライリンゲンと境を接する。

## 歴史
この村は、1711年、ヴュルテンベルクのStabs- und Amtspflegerを務めたユリウス・シッカルトの提案でルスハイム村（1816年以降、アルトルスハイム）の街道が交差する場所に「Lußhofen」として創設された。シッカルトは、1711年3月19日にヴュルテンベルク公エーバーハルト・ルートヴィヒによって100モルゲン（面積の単位）の土地を与えられたのである。最初に造られた建物は管理事務所とビール醸造所を備えた農場であった。
この土地は、ヴュルテンベルクのマウルブロン修道院の創設とともにその管理下に置かれ、それに伴いシュパイアー司教の保護下に置かれた。ただし、シュパイアー司教はこの村の統治権を有してはいなかった。1816年に元々の名称Lußhofenは「Neulußheim」と公式に改名されたが、この新しい名称は、実際は1735年から時折使われていたものであった。
1806年に領土の交換が行われ、ノイルスハイムはヴュルテンベルク領からバーデン大公領に移された。1821年にノイルスハイムは独立した自治体となった。1952年に新しく発足したバーデン＝ヴュルテンベルク州の一部となった。

## 行政

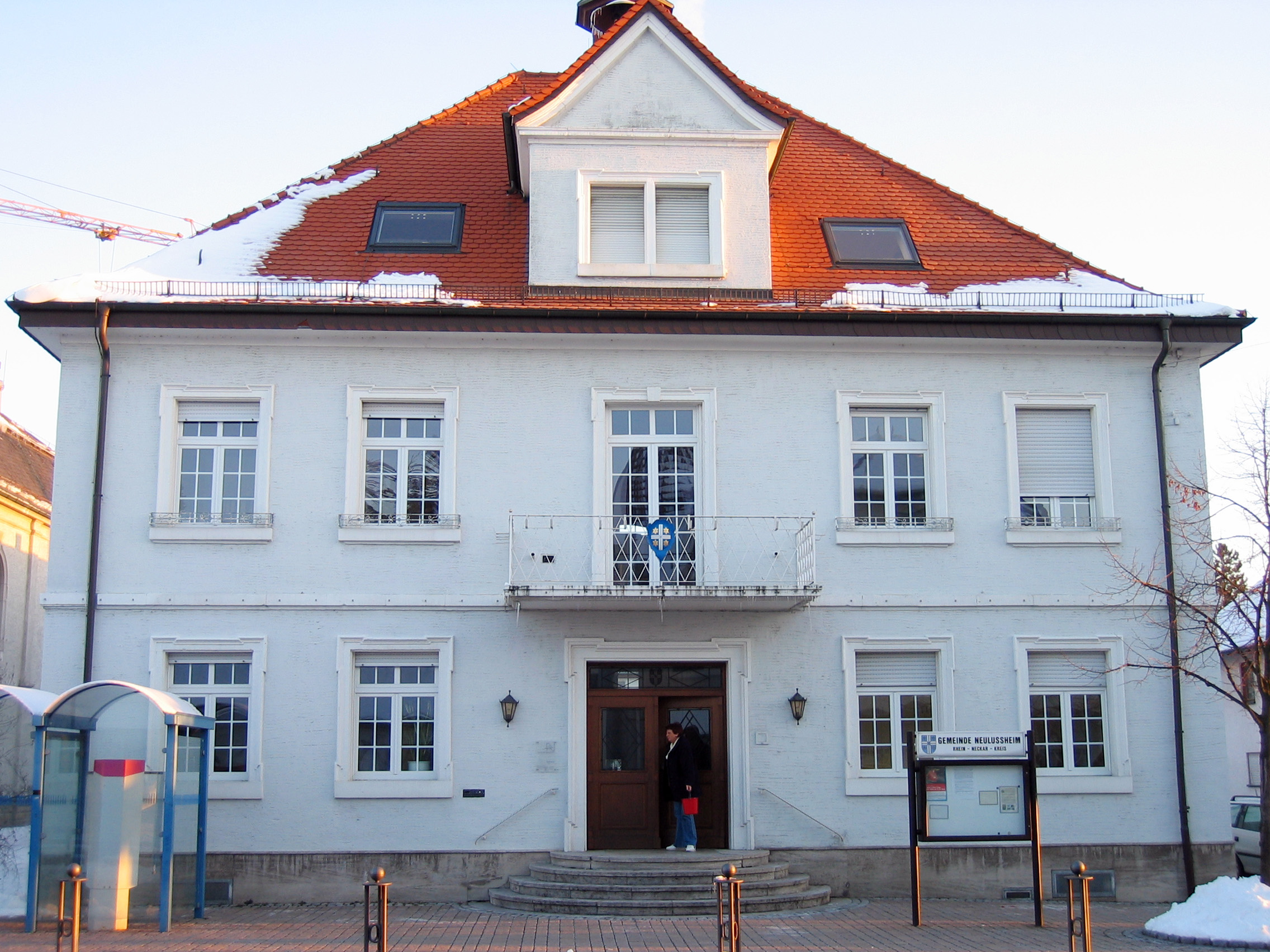
ノイルスハイムの町役場

### 議会
ノイルスハイムの議会は18議席。

### 首長
グンター・ホフマンは、2008年に58.6%の票を得て首長に就任した。1993年から首長を務め2008年2月22日に在職のままなくなったゲルハルト・グライナーの後任として首長職に就いた。

### 紋章
図柄: 青地に、端まで貫く銀の十字。それぞれの区画に1つずつ、合わせて4つの金の星。
19世紀のこの町の印章には、大文字のアルファベット「NL」と金の星があしらわれていた。1911年にGenerallandesarchivによって紋章が新たに創作された。主要モチーフにシュパイアー十字を用いているのは、歴史的には正しくない。星は、古い印章のデザインから採られた。
旗は、白 – 青である。

## 文化と見所
旧学校の屋根裏に塔時計博物館がある。この時計は3世紀を経ている。旧駅舎には郷土文化資料が展示されている。この他に郷土史に関連するテーマを定期的に決めて展示が行われている。

## 経済と社会資本

### 交通

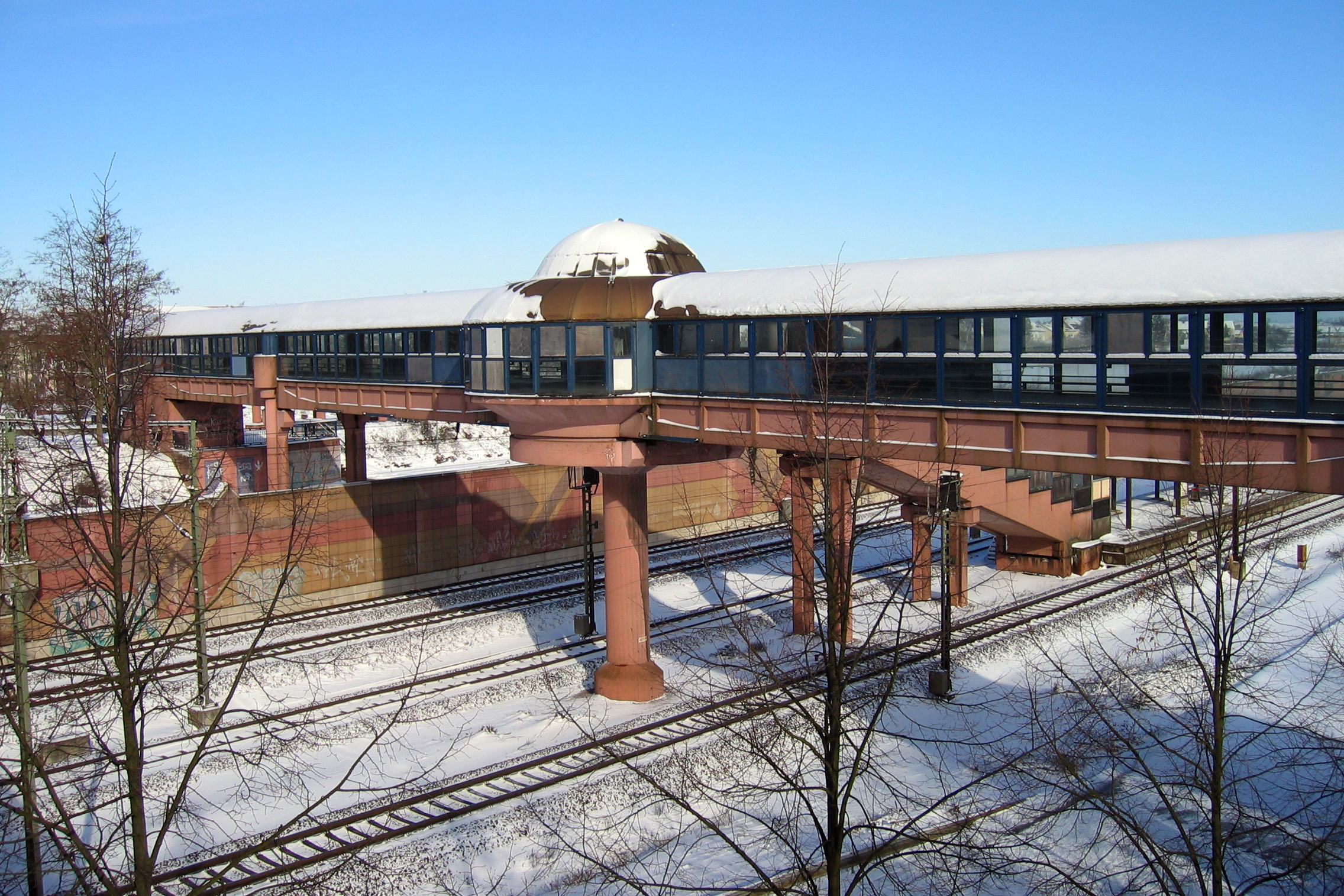
ノイルスハイム駅

ノイルスハイムには、鉄道カールスルーエ – マンハイム線の駅がある。ハイデルベルクとシュパイアーとを結ぶバス路線もこの町を通っている。また、連邦道B36号線（カールスルーエ – マンハイム）やB39号線（ヴィースロッホ – シュパイアー）を介して連邦広域道路網に直結している。

## 引用
1. ↑  Statistisches Landesamt Baden-Württemberg – Bevölkerung nach Nationalität und Geschlecht am 31. Dezember 2023 (CSV-Datei)